# Declaración de la Junta Democrática de España

Cartel de la Junta Democrática

La Junta Democrática de España, constituida en abril de 1974 y de la que formaban parte el PCE y el sindicato CCOO, además de otras muchas organizaciones políticas, hizo pública en julio de 1974 una Declaración de principios que constituyó su primer aldabonazo en la política española de la Transición. Su título completo fue Declaración de la Junta Democrática de España al pueblo español. En el acto de presentación de la declaración en París aparecieron juntos el centrista Rafael Calvo Serer y el comunista Santiago Carrillo, aunando así la oposición antifranquista del exilio y del interior. La integración en la Junta Democrática del Partido Carlista de Carlos Hugo de Borbón tuvo lugar en septiembre de 1974, uniéndose posteriormente el PCE (i), tras cambiar sus siglas por las de PTE, en febrero de 1975.

## Texto de la Declaración
El régimen político del Estado español, fundado sobre el resultado de una lejana guerra civil y sostenido hasta ahora como una dictadura personal del General Franco -mediante la sistemática aplicación de una política que en realidad ha sido la continuación de la guerra civil por otros medios- toca a su fin. 

La desaparición de los factores históricos, ideológicos, económicos y estratégicos, sobre los que se ha basado la duración del poder excepcional de Franco, y la moderna convergencia en la libertad de las aspiraciones morales y materiales de las clases trabajadoras, de la alta burguesía neocapitalista, de las burguesías regionales, de los profesionales y de los intelectuales, impiden la prolongación de la dictadura a través de la Monarquía del Régimen.
Moralmente, porque la inmediata democracia no significa para los españoles un simple medio técnico de gobierno, entre otros posibles, sino el criterio único de la reconciliación nacional, que, por principio, o es total o es falsa. 
Materialmente, porque el dinamismo de las fuerzas económicas y sociales, operantes a escala nacional y regional, favorecido por el contexto mundial, no conduce hoy a la confrontación irreconciliable, sino a la libre concertación, creadora de progreso.
El Régimen franquista, al no responder ni a la exigencia moral de pacífica y libre convivencia de los españoles, que es la esencia de la democracia, ni a la exigencia material de libre concertación entre las fuerzas nacionales y regionales de la producción, que es la
esencia del moderno desarrollo económico, se derrumba inevitablemente. Y no porque esté expuesto, como lo está, a causa de su estado actual de indefensión moral y mental, a ser derribado por un golpe de Estado oportunista -más o menos legal -, de la clase política que
aspira a conservar o a compartir el poder después de Franco, sino porque siendo combatido por la clase obrera y por las capas profesionales e intelectuales, deja de estar sostenido por la Iglesia y por el sector empresarial protagonista de la nueva sociedad industrial que emerge en España, a quien la continuidad del Régimen frenaría sus posibilidades de desarrollo y modernización.
Por ello, el sector político de la burocracia del Estado, hoy gobernante, y ciertos círculos de negocios que se alimentan de él por la corrupción, teniendo el control de la policía política y de los medios de información, confían la continuidad del Régimen, que Franco pretende haber dejado "atada y bien atada", a la fidelidad del Príncipe Juan Carlos a su juramento, y a la función de represión interior que ciertos militares atribuyen a las fuerzas armadas, con una interpretación abusiva del concepto de defensa de un orden institucional que no inspira confianza al país. 
Pero el Estado español, como expresión jurídica de la situación resultante tras la guerra civil, al haber perdido, por la profunda transformación de la sociedad, su ideología y su moral, que fue la de la victoria de una parte del pueblo español sobre la otra, no puede mantenerse como puro aparato de represión. Necesita siempre, como Estado, de una ideología y de una moral, que es justamente lo que el Régimen no puede ya darle.
He aquí la verdadera explicación del profundo deseo nacional de cambio. La sociedad española quiere que todo cambie para que se asegure, sin sobresaltos ni convulsiones sociales, la función normal del Estado. Pues bien, esto solo sería posible si ahora, en tiempo oportuno, al desvanecerse la vida del dictador, el centro de poder fáctico que encarna su Régimen acepta lealmente la única ideología -democracia íntegra e inmediata-, y la única moral -reconciliación nacional-, que pueden sostener pacíficamente al Estado. Es así como LA CONTINUIDAD DEL ESTADO EXIGE, POR RAZONES DE DIGNIDAD Y RESPONSABIIDAD NACIONAL, LA NO CONTINUIDAD DEL RÉGIMEN. 
Los españoles no se engañan. Entre el extremismo represivo del Régimen, actual, y la violencia anárquica, potencial, no hay más centro objetivo, ni proyecto más razonable, que el de la "reinstauración" del Estado democrático. 
El tránsito pacífico de la dictadura a la democracia es, sin embargo, un proceso histórico complejo y delicado. Para emprenderlo con serias y fundadas garantías de éxito no bastan los sentimientos favorables o las disposiciones simpatizantes de la inmensa mayoría del país, quien, bajo más de treinta y cinco años de dictadura, está políticamente desorganizada y sin plena conciencia de su fuerza. Para que exista una real alternativa democrática hacen falta unas organizaciones democráticas, unos líderes conocidos de la opinión, unos cuadros políticos y sindicales y un programa de acción para ese período de tránsito, capaces de movilizar a las masas hacia esta salida pacífica de la dictadura.
La misión histórica de la oposición política española a la dictadura ha consistido precisamente en crear y preparar a estas organizaciones, estos líderes, y estos cuadros, en la larga acción emprendida -desde plataformas ideológicas conservadoras y progresistas, de derecha y de izquierda, modernas y tradicionales, nacionales y regionales-, para la conquista de las libertades públicas. La opinión española conoce la existencia, la calidad y la eficacia de estas organizaciones, así como la de las más destacadas personalidades de la oposición democrática, pese a la permanente campaña de difamación y de ocultación de la verdad que sobre unas y otras ha lanzado sistemáticamente el Régimen.
Pero lo que la opinión pública española no conoce, porque razones de eficacia en la acción bajo la dictadura obligaban al silencio, es el hecho fundamental que crea de verdad la alternativa democrática frente al egoísta intento continuista de Régimen. 
Este hecho es la formalización de la unidad democrática, como proceso abierto desde hace más de un año, en el que participan personalidades representativas de fuerzas democráticas, a nivel regional, junto con organizaciones y hombres que representan legítimamente las aspiraciones democráticas a nivel nacional. A este proceso de unidad democrática se han incorporado además cualificadas personalidades representativas del movimiento obrero, de los profesionales, de los funcionarios públicos y del patronato empresarial.
Ante este momento histórico y decisivo de España, las organizaciones y las personas que intervienen en el proceso de la unidad democrática, CONSCIENTES de la necesidad de una acción democrática unitaria de la oposic1on, INFORMADOS de la ausencia de todo proyecto democrático por parte del Gobierno, CONVENCIDOS del carácter ilusorio de todo intento liberalizador desde el Poder, y DECIDIDOS a asumir
las responsabilidades históricas y personales que la libertad del pueblo español les exige, han constituido, con carácter abierto, la JUNTA DEMOCRÁTICA DE ESPAÑA, con los objetivos y el programa siguientes.
La Junta Democrática asume desde ahora, bajo la actual dictadura, o bajo el sistema transitorio que la sustituya, la responsabilidad de vigilar, coordinar, impulsar, promover y garantizar el proceso constituyente de la democrac1a política en España. 
La Junta Democrática se disolverá el día que comience el ejercicio de un poder político legitimado por el sufragio universal de los españoles.
La Junta Democrática establece su sede en Madrid. Cuando las circunstancias políticas lo aconsejen o lo permitan se hará pública la
identidad de todos sus miembros.
La Junta Democrática propugna :
1. La formación de un Gobierno provisional que sustituya al actual, para devolver al hombre y a la mujer españoles, mayores de dieciocho años, su plena ciudadanía mediante el reconocimiento legal de todas las libertades, derechos y deberes democráticos.
2 . La amnistía absoluta de todas las responsabilidades por hechos de naturaleza política, y la liberación inmediata de todos los detenidos por razones políticas y sindicales .
3. La legalización de los partidos políticos, sin exclusiones.
4. La libertad sindical, y la restitución al movimiento obrero del patrimonio del Sindicato Vertical .
5. Los derechos de huelga, de reunión y de manifestación pacífica.
6. La libertad de prensa, de radio, de opinión, y de información objetiva en los medios estatales de comunicación social, especialmente en la televisión.
7. La independencia y la unidad jurisdiccional de la función judicial .
8. La neutralidad política y la profesionalidad , exclusivamente militar para la defensa exterior, de las fuerzas armadas.
9. El reconocimiento, bajo la unidad del Estado español, de la personalidad política de los pueblos catalán, vasco, gallego, y de las comunidades regionales que lo decidan democráticamente.
10. La separación de la Iglesia y del Estado.
11. La celebración de una consulta popular, entre los doce y los dieciocho meses -contados desde el día de la restauración de las libertades democráticas-, con todas las garantías de libertad, igualdad de oportunidades e imparcialidad, para elegir la forma definitiva del Estado.
12. La integración de España en las Comunidades europeas, el respeto a los acuerdos internacionales, y el reconocimiento del principio de la coexistencia pacífica internacional.
La Junta Democrática, para alcanzar estos objetivos en el más breve plazo posible, y para lograr que el paso pacífico de la dictadura
a la democracia se realice sin riesgos para la comunidad nacional:
APELA al patriotismo y al honor profesional de las fuerzas armadas, virtudes ignoradas por quienes les piden hoy convertirse en guardianes de la corrupción y en policías de un orden político que carece para ellas de todo sentido sin Franco;
CONSIDERA como un factor determinante para la toma de conciencia profesional del Ejército a las recientes juntas militares de jefes y oficiales, a quienes dirige su más vivo sentimiento de simpatía;
INVITA a las formaciones políticas que aún no han ingresado en la Junta Democrática a que antepongan a sus intereses de partido, respetables, los superiores intereses de la libertad del pueblo español;
ESPERA de la jerarquía eclesiástica que amplifique su justa posición conciliar, de defensa de los derechos humanos, identificando en este año de la reconciliación, el ideal político de la democracia con el ideal moral de superación de la guerra civil;
DENUNCIA el propósito de la extrema derecha de introducir la violencia, incluso con el sacrificio de vidas humanas, para provocar la reacción del Ejército contra esta vía pacífica hacia la democracia;
Y FINALMENTE, LLAMA al pueblo español, y especialmente a la juventud, para que se agrupe alrededor de este programa, organice Juntas Democráticas Regionales, Provinciales y Municipales, y permanezca atento a la convocatoria de acción democrática nacional, que lanzará la Junta Democrática de España en el momento político oportuno, convencida, como lo está, de que al pueblo español la libertad no le será regalada y tendrá que ser por él conquistada.
 Madrid, 29 de julio de 1974.